# Amélie Hoellering
Amélie Hoellering, geb. Grisar (* 13. Juni 1920 in München; † 26. Oktober 1995 ebenda) war eine deutsche Rhythmikerin und Gründerin des Rhythmikons - Institut für Rhythmische Erziehung.

## Leben und Wirken
Amalie Margaret (Amélie) war das zweite Kind ihrer Eltern, die beide Mathematiker waren. Ihre Kindheit verbrachte sie in Deisenhofen, später in Görlitz. Die Eltern unterstützten die musikalische Begabung ihrer Tochter. Von 1943 bis 1948 absolvierte sie ihre Ausbildung zur Rhythmikerin, mit kriegsbedingter Unterbrechung, bei Elfriede Feudel an den Musikhochschulen in Leipzig und Stuttgart. Dem folgte eine dreijährige Ausbildung zur Psychagogin am Institut für Psychotherapie und Tiefenpsychologie in Stuttgart. 1954 heiratete Amélie Grisar den 24 Jahre älteren Journalisten und Schriftsteller Franz Hoellering (1896–1968). Aus der Ehe gingen zwei Kinder hervor. Nach einer längeren, familiär bedingten Pause (Geburt der Kinder) gründete sie 1961 in München das Rhythmikon - Institut für Rhythmische Erziehung, an dem u. a. Pädagogen, Heilpädagogen, Ärzte, Psychologen, Erziehungsberater, Künstler und andere Interessierte eine berufsbegleitende Zusatzausbildung in Rhythmischer Erziehung absolvieren konnten. Das private Institut wurde 1981 durch die Gesellschaft für Rhythmische Erziehung e. V. übernommen. An ihrem Institut entwickelte Hoellering den integrativen/ganzheitlichen Ansatz der Rhythmik:
Hoellering ging es nicht nur um 'die musikpraktische und künstlerische Förderung' jedes Einzelnen, sondern gleichzeitig um 'die pädagogisch und psychologisch fundierte Reflexion der Erfahrungen mit Rhythmik'... Dabei wurden die Entwicklungsprozesse, die jeder im Verlauf seiner Entwicklung im intra- und interpersonalen Bereich durchläuft, von ihr in Erwägung gezogen und in Bezug auf deren Charakteristika und Risikofaktoren im Kontext des psychosozialen Umfeld untersucht und reflektiert (Kessler-Kakoulidis 2016, S. 155).
1974/75 hatte Hoellering einen Lehrauftrag für Rhythmik an der Hochschule für Musik und Theater Hannover. Im Jahre 1979 wurde sie zur Professorin für Rhythmik an der Musikhochschule München ernannt. Zusätzlich hielt sie Kinder- und Laienunterricht an dem von ihr gegründeten und geleiteten Rhythmikon. Ungezählt sind ihre Vorträge zur Rhythmik in deutschsprachigem Raum.

## Zitate
- Die Rhythmische Erziehung fördert das Zusammenspiel von Leib, Seele und Geist, ist Sinnesübung und Meditation. Sie vermittelt lebensnotwendige Erfahrungen, ohne den Schüler vorzeitig auf ein bestimmtes Fachziel auszurichten. Das absichtlos Spielerische, mit dem der Rhythmiklehrer den Kindern begegnet, ermöglicht diesen spontanes Gedeihen und Wachstum. Es stelt den Lehrer immer wieder vor die große Überraschung, die uns in jedem Menschenkind entgegentritt (Hoellering 1979, o. S.).

- Wir stellen grundsätzlich den Übenden zwischen die Polaritäten Leib und Geist, Anpassungsfähigkeit und Selbständigkeit. Der Schüler hat im Üben handelnd den Ausgleich zu finden. Mit anderen Worten: Die zunächst unbewußte leibliche Erfahrung und Bewegung wird in den rhythmischen Übungen zum geistigen Erfassen, zu bewußter Kontrolle geführt; und zwar mittels der Aufforderung, die Lösung der Aufgabe selbständig zu finden, bis zu einem gewissen Grade sogar die Aufgabe sich selbst zu stellen und sie den Gegebenheiten (Begrenzungen und Ordnungen) stets anzupassen (Hoellering 1979, S. 2 f).

## Schriften (Auswahl)
- Kommt der Rhythmiklehrer ohne Kenntnis der Tiefenpsychologie aus?, in: Hildegard Tauscher (Hrsg.): Die rhythmisch-musikalische Erziehung in der Heilpädagogik, Berlin-Charlottenburg 1975, S. 10–17
- Die Bedeutung der rhythmisch-musikalischen Erziehung in der Psychotherapie, in: Hilarion Petzold (Hrsg.); Psychotherapie und Körperdynamik, Paderborn 1979
- Zur Theorie und Praxis der rhythmischen Erziehung, Berlin 1966 (7. Auflage 1979)
- Rhythmik im Bewußtseinswandel, in: Rhythmik in der Erziehung 1990, S. 100–105